# Hippolyte Pierre Delanoy
Pour les articles homonymes, voir Delanoy.
Hippolyte Pierre Delanoy, né le 8 octobre 1849 à Glasgow et mort le 29 novembre 1899 à Paris, est un peintre français.

## Biographie
Hippolyte Pierre Delanoy est le fils du peintre Jacques Delanoy, et d'Alexandrine Julie Sénéchal (1823-1904).
Élève de Gleyre, de Jobbé-Duval, de Barrias, de Bonnat et de Vollon, il expose au Salon de 1868 à 1899 et y obtient une mention honorable en 1878.
Le 14 novembre 1899, il rédige son testament. Il meurt célibataire à l'âge de 50 ans. Il est inhumé au cimetière de Montmartre.

## Œuvres exposées aux Salons parisiens
- Fleurs et Plantes, au Salon de 1868, dessin
- Fruits, au Salon de 1869
- Fleurs et Fruits, au Salon de 1869
- Un coin de jardin ; fleurs et fruits, au Salon de 1870
- Pommes et Pensées, au Salon de 1870
- Giroflées et Violettes, au Salon de 1872
- Le Jour des morts (Alsace), au Salon de 1873 (Salon des refusés)
- Un Prud'homme du temps passé, au Salon de 1873 (Salon des refusés)
- Fleurs d’automne, au Salon de 1875
- Marguerites, Soucis, Fleurs des champs, au Salon de 1875
- Fleurs et Fruits, au Salon de 1876
- Fileuse alsacienne, au Salon de 1876 (Carcassonne)
- Fileuse alsacienne, au Salon de 1877 (Toulouse)
- Orgueil et Impudence, au Salon de 1877
- Giroflées et Pensées, au Salon de 1877
- Butin de guerre, au Salon de 1878
- Un déjeuner sur l'herbe, au Salon de 1878
- Chez Don Quichotte, au Salon de 1879
- Le Coran, au Salon de 1879
- Le Cellier de Chardin, au Salon de 1880
- La force prime le droit, au Salon de 1880
- La Table du citoyen Carnot, au Salon de 1881
- Les Confitures de cerises, au Salon de 1881
- Un coin de l’atelier de W. Kalf, au Salon de 1882
- L'Évangile, au Salon de 1882
- À la gloire d’un général du passé… ou de l’avenir, au Salon de 1883
- Inde et Orient, au Salon de 1883
- Le Goûter dans le parc, au Salon de 1884
- Choses du passé, au Salon de 1884
- Chez Jacques d'Anville, au Salon de 1885
- Au Temps de la chevalerie, au Salon de 1885
- Le Plan de bataille, au Salon de 1886
- À Mercator, au Salon de 1886
- Un gueux de Flandre, au Salon de 1886	(Mulhouse)
- Le Missel du chevalier, au Salon de 1886 (Mulhouse)
- Le Plan de bataille, au Salon de 1887 (Toulouse)
- Le Jugement du diable, au Salon de 1887 (Toulouse)
- Les Condottieri ; le partage du butin, au Salon de 1887
- Évangile et Coran, au Salon de 1887
- Le Savant hollandais, au Salon de 1888
- Partie interrompue, au Salon de 1888
- Un savant d’autrefois ; portrait du comédien Edouard Maugé, au Salon de 1889
- Un coin de table au temps passé, au Salon de 1889
- Gloire et amour, au Salon de 1890 (Mulhouse)
- Les Trésors du cheik, au Salon de 1893
- Le Dessert, au Salon de 1893
- Un coin de cellier, au Salon de 1893 (Mulhouse)
- Fleur d’été, au Salon de 1893 (Mulhouse)
- Portrait de ma mère, au Salon de 1894
- L’Heureux Fumeur, au Salon de 1894
- San Giorgio Maggiore (Venise), au Salon de 1894, pastel
- Pauvre Soldat (Marcel Luguet, Le Missionnaire), au Salon de 1895
- La Fauvette du calvaire (Hégésippe Moreau), au Salon de 1895
- Le Dessert, au Salon de 1896 (Mulhouse)
- Une fille viendra du bois chenu, au Salon de 1896
- Le 30e jour de may 1431, au Salon de 1897
- Portrait de Mlle S... aînée, au Salon de 1898
- Portrait de Mlle S... jeune, au Salon de 1898
- Les Trésors du cheik, au Salon de 1899 (Mulhouse)
- Siddârtha Bouddha, au Salon de 1899
- Portrait de Mlle S… cadette, au Salon de 1899